# Xérose
 Mise en garde médicale
Une xérose est un dessèchement de la peau.
Elle peut avoir différentes causes, comme certaines pathologies (dermatite atopique aussi appelé eczéma atopique), des carences, notamment en vitamine A, ou des facteurs externes, comme les contacts avec des substances irritantes ou le traitement par certains médicaments.